# Nidadavole
Nidadavole  es una ciudad y  municipio situada en el distrito de Godavari Oeste en el estado de Andhra Pradesh (India). Su población es de 43809 habitantes (2011). Se encuentra a 133 km de Vijayawada y a 385 km de Hyderabad.

## Demografía
Según el censo de 2011 la población de Nidadavole era de 43809 habitantes, de los cuales 21281 eran hombres y 22528 eran mujeres. Nidadavole tiene una tasa media de alfabetización del 81,16%, superior a la media estatal del 67,02%: la alfabetización masculina es del 84,60%, y la alfabetización femenina del 77,95%.

## Clima
| Parámetros climáticos promedio de Nidadavolu (1981–2010, extremes 1956–2001) | Parámetros climáticos promedio de Nidadavolu (1981–2010, extremes 1956–2001) | Parámetros climáticos promedio de Nidadavolu (1981–2010, extremes 1956–2001) | Parámetros climáticos promedio de Nidadavolu (1981–2010, extremes 1956–2001) | Parámetros climáticos promedio de Nidadavolu (1981–2010, extremes 1956–2001) | Parámetros climáticos promedio de Nidadavolu (1981–2010, extremes 1956–2001) | Parámetros climáticos promedio de Nidadavolu (1981–2010, extremes 1956–2001) | Parámetros climáticos promedio de Nidadavolu (1981–2010, extremes 1956–2001) | Parámetros climáticos promedio de Nidadavolu (1981–2010, extremes 1956–2001) | Parámetros climáticos promedio de Nidadavolu (1981–2010, extremes 1956–2001) | Parámetros climáticos promedio de Nidadavolu (1981–2010, extremes 1956–2001) | Parámetros climáticos promedio de Nidadavolu (1981–2010, extremes 1956–2001) | Parámetros climáticos promedio de Nidadavolu (1981–2010, extremes 1956–2001) | Parámetros climáticos promedio de Nidadavolu (1981–2010, extremes 1956–2001) |
| Mes                                                                          | Ene.                                                                         | Feb.                                                                         | Mar.                                                                         | Abr.                                                                         | May.                                                                         | Jun.                                                                         | Jul.                                                                         | Ago.                                                                         | Sep.                                                                         | Oct.                                                                         | Nov.                                                                         | Dic.                                                                         | Anual                                                                        |
| ---------------------------------------------------------------------------- | ---------------------------------------------------------------------------- | ---------------------------------------------------------------------------- | ---------------------------------------------------------------------------- | ---------------------------------------------------------------------------- | ---------------------------------------------------------------------------- | ---------------------------------------------------------------------------- | ---------------------------------------------------------------------------- | ---------------------------------------------------------------------------- | ---------------------------------------------------------------------------- | ---------------------------------------------------------------------------- | ---------------------------------------------------------------------------- | ---------------------------------------------------------------------------- | ---------------------------------------------------------------------------- |
| Temp. máx. abs. (°C)                                                         | 35.0                                                                         | 36.9                                                                         | 38.0                                                                         | 42.8                                                                         | 48.9                                                                         | 46.8                                                                         | 40.4                                                                         | 36.5                                                                         | 37.0                                                                         | 36.5                                                                         | 36.5                                                                         | 35.0                                                                         | 48.9                                                                         |
| Temp. máx. media (°C)                                                        | 29.3                                                                         | 30.7                                                                         | 33.3                                                                         | 35.7                                                                         | 37.7                                                                         | 35.4                                                                         | 32.2                                                                         | 31.5                                                                         | 32.2                                                                         | 31.8                                                                         | 30.8                                                                         | 29.2                                                                         | 32.5                                                                         |
| Temp. mín. media (°C)                                                        | 18.5                                                                         | 20.1                                                                         | 21.9                                                                         | 24.4                                                                         | 26.2                                                                         | 26.2                                                                         | 25.1                                                                         | 24.7                                                                         | 24.6                                                                         | 23.3                                                                         | 21.0                                                                         | 19.0                                                                         | 22.9                                                                         |
| Temp. mín. abs. (°C)                                                         | 12.0                                                                         | 11.4                                                                         | 15.4                                                                         | 19.0                                                                         | 18.3                                                                         | 16.4                                                                         | 19.4                                                                         | 14.9                                                                         | 15.9                                                                         | 15.9                                                                         | 13.8                                                                         | 12.3                                                                         | 11.4                                                                         |
| Lluvias (mm)                                                                 | 7.1                                                                          | 8.7                                                                          | 15.4                                                                         | 16.0                                                                         | 60.2                                                                         | 131.2                                                                        | 219.1                                                                        | 231.4                                                                        | 168.7                                                                        | 180.5                                                                        | 53.2                                                                         | 8.9                                                                          | 1100.3                                                                       |
| Días de lluvias (≥ 1 mm)                                                     | 0.6                                                                          | 0.5                                                                          | 0.8                                                                          | 0.8                                                                          | 2.4                                                                          | 7.0                                                                          | 12.2                                                                         | 11.4                                                                         | 8.9                                                                          | 8.8                                                                          | 2.8                                                                          | 0.5                                                                          | 56.6                                                                         |
| Humedad relativa (%)                                                         | 67                                                                           | 66                                                                           | 63                                                                           | 58                                                                           | 58                                                                           | 63                                                                           | 75                                                                           | 78                                                                           | 80                                                                           | 77                                                                           | 69                                                                           | 65                                                                           | 68                                                                           |
| Fuente: India Meteorological Department                                      |                                                                              |                                                                              |                                                                              |                                                                              |                                                                              |                                                                              |                                                                              |                                                                              |                                                                              |                                                                              |                                                                              |                                                                              |                                                                              |